# 神奈川工科大学
神奈川工科大学（かながわこうかだいがく、英語: Kanagawa Institute of Technology）は、神奈川県厚木市下荻野1030に本部を置く日本の私立大学。1963年創立、1975年大学設置。大学の略称はKAIT（カイト）。幾徳工業大学時代は幾大（いくだい）。
1963年に大洋漁業（現マルハニチロ）と中部謙吉により設置された幾徳工業高等専門学校（1978年廃校）を母体とし、1975年に幾徳工業大学として設置され、1988年に大学名を神奈川工科大学と改名した。設置者は学校法人幾徳学園。

## 概要
神奈川県中央部に位置する厚木市にキャンパスがある。
学士課程は3学部10学科がある。各学部・学科は、工学部（機械工学科、電気電子情報工学科、応用化学生物学科）、情報学部（情報工学科、情報ネットワーク・コミュニケーション学科、情報メディア学科、情報システム学科）、健康医療科学部（看護学科、管理栄養学科、臨床工学科）である。
また、大学院として工学研究科（機械工学専攻、電気電子工学専攻、応用化学・バイオサイエンス専攻、機械システム工学専攻、情報工学専攻の博士前期課程・博士後期課程と、ロボット・メカトロニクス専攻の博士前期課程）がある。
在学生数は大学院生を含めて約4,500名である。

## 沿革
- 1962年 - 学校法人幾徳学園および幾徳工業高等専門学校の設置認可。
- 1963年 - 幾徳工業高等専門学校の開校（機械工学科、電気工学科、工業化学科）。
- 1975年 - 幾徳工業大学設置（工学部機械工学科、電気工学科、工業化学工学科）。
- 1978年 - 幾徳工業高等専門学校を閉校。
- 1986年 - 工学部に機械システム工学科、情報工学科を増設。
- 1988年 - 大学名を神奈川工科大学に改称。
- 1989年 - 大学院工学研究科修士課程を開設（機械工学専攻、電気工学専攻、工業化学専攻）。
- 1990年 - 大学院工学研究科修士課程に機械システム工学専攻を増設。
- 1993年 - 大学院博士後期課程開設（工学研究科機械工学専攻、工業化学専攻、機械システム工学専攻）。大学院工学研究科修士課程に情報工学専攻を増設。
- 1994年 - 大学院工学研究科博士後期課程に電気工学専攻を増設。
- 1995年 - 工学部の電気工学科を電気電子工学科に名称変更。
- 1996年 - 工学部の工業化学工学科を応用化学科に名称変更。大学院工学研究科博士後期課程に情報工学専攻増設。大学院の修士課程を博士前期課程に名称変更。
- 1999年 - 工学部の機械システム工学科をシステムデザイン工学科に名称変更。大学院工学研究科の電気工学専攻を電気電子工学専攻に名称変更。
- 2000年 - 工学部に福祉システム工学科、情報ネットワーク工学科を増設。大学院工学研究科の工業化学専攻を応用化学専攻に名称変更。
- 2003年 - 工学部の情報工学科を情報学部情報工学科に改組。
- 2004年 - 情報学部に情報メディア学科を増設。工学部情報ネットワーク工学科を情報学部情報ネットワーク工学科に改組。
- 2006年 - 工学部の改組・再編により、工学部に自動車システム開発工学科、ロボット・メカトロニクス学科、応用バイオ科学科を増設。工学部の電気電子工学科を電気電子情報工学科に名称変更。工学部のシステムデザイン工学科、福祉システム工学科の学生募集を停止。
- 2008年 - 工学部の自動車システム開発工学科、ロボット・メカトロニクス学科、応用バイオ科学科を創造工学部自動車システム開発工学科、ロボット・メカトロニクス学科と応用バイオ科学部応用バイオ科学科に改組。創造工学部にホームエレクトロニクス開発学科を設置。情報学部の情報ネットワーク工学科を情報ネットワーク・コミュニケーション学科に名称変更。
- 2010年 - 応用バイオ科学部に栄養生命科学科を増設。大学院工学研究科にロボット・メカトロニクスシステム専攻を増設。
- 2011年 - 大学院工学研究科の応用化学専攻を応用化学・バイオサイエンス専攻に名称変更。
- 2015年 - 看護学部看護学科を開設。工学部に臨床工学科を増設。
- 2020年
  - 看護学部を健康医療科学部に名称変更し、管理栄養学科、臨床工学科を開設。
  - eスポーツでNTT東日本などと協定締結[1]。

## 学部・学科
- 工学部
  - 機械工学科
    - グローバルエンジニアコース（国際機械工学プログラム）
    - クリエイティブエンジニアコース（創造機械工学プログラム）
    - 航空宇宙学専攻

  - 電気電子情報工学科
    - グローバルエンジニアコース
    - 実践的エンジニアコース

  - 応用化学生物学科（2024年度開設）
  - 応用化学科（2024年募集停止）
    - 総合化学エンジニアコース
    - 化学応用コース
- 創造工学部（2024年4月募集停止）
  - 自動車システム開発工学科
  - ロボット・メカトロニクス科
  - ホーム・エレクトロニクス開発学科
- 応用バイオ科学部（2024年4月募集停止）
  - 応用バイオ科学科
    - 応用バイオコース
    - 生命科学コース

- 情報学部
  - 情報工学科
    - 情報デザインコース
    - ベーシック情報コース
    - システム開発運用コース
    - 情報スペシャリストコース

  - 情報ネットワーク・コミュニケーション学科
    - ネットワークコース
    - アプリケーションコース
    - セキュリティコース

  - 情報メディア学科
    - ネットメディアコース
    - サウンドメディアコース
    - ヒューマンメディアコース
    - ゲームコース
    - CGアニメーションコース
    - キャラクターコース

  - 情報システム学科（2024年度開設）

- 健康医療科学部
  - 看護学科（看護師・保健師養成課程）
  - 管理栄養学科（管理栄養士養成課程）
  - 臨床工学科（臨床工学技士養成課程）

## 過去に存在した学部・学科
- 工学部
  - システムデザイン工学科（新規募集停止。2005年度入学生が卒業するまで存続）
  - 福祉システム工学科（新規募集停止。2005年度入学生が卒業するまで存続）

## 大学院
- 工学研究科
  - 機械工学専攻（博士前期課程・博士後期課程）
  - 電気電子工学専攻（博士前期課程、博士後期課程）
  - 応用化学・バイオサイエンス専攻（博士前期課程、博士後期課程）
  - 情報工学専攻（博士前期課程、博士後期課程）
  - ロボット・メカトロニクスシステム専攻（博士前期課程）

## 教育

### 教育支援
神奈川工科大学の教育の特色として、高等学校の範囲の数学・英語・理科を教える教員が常時おり、学生たちが継続して高校時の範囲を学習しなおす教育支援制度を用意している。
また、長期休暇時には一週間かけて、基礎勉強講習が行われている。
これら以外にも、機械工学科では、週1日（2007年度後期は火曜日）に16時40分～18時10分までの間、学生ラウンジで質問コーナーが設置され、教員ごとの個々の研究室へ行くよりは気軽に授業の内容の質問などができるようになっている。また、電気電子情報工学科には、独自によろず相談室を設け、週に2～3日電気、電子に関する専門授業の質問や演習問題に応じる教員が待機している。
上記以外にも、オフィスアワー、1年次生アドバイザー制度、クラス担任制度、県別アドバイザー制度など在学生へのケアに対応している。
また、アプリケーションやシステム開発など、学生たちが自由な製作活動に取り組めるように「プロジェクト工房」を用意している。「プロジェクト工房」は大学１年次から利用可能で、教員たちが学生たちの活動をサポートしている。学生たちは「プロジェクト工房」を利用した成果を、「大学対抗プログラミングコンテスト」やYahoo！JAPANが開催している学生ハッカソンイベント「HACK （ハック・ユー）」などで披露し、高い実績を残している。

## 学生生活
2006年に、全国で初めてFeliCa学生証を発行した。全ての授業の出席は、各教室にあるFeliCaの端末に学生証、またはモバイル学生証をかざすことで出席調査を行う。授業開始5分前から授業開始30分後まで動作し、その間に学生証をかざす必要がある。またこれに伴い、神奈川工科大学公式サイトから行ける在学生用サイトであるKAIT Walkerと、携帯アプリのKapliが連動して、自分の出席状況や試験情報、休講情報を見る事ができる（現在は利用停止）。学内では期間限定の臨時のauショップが誕生したり、学食や購買ではEdyを使うことができたりするようになり（現在は利用停止）、キャッシュバックキャンペーンなどを積極的に行っている（現在はEdy利用不可）。Edyのチャージも学内で行うことが可能である。

### 国際交流
2006年、国際課がリニューアルされ、教室を改装しここにラウンジを新しくオープンした。しかし、場所が狭く昼時には留学生と在学生で一杯になってしまうために、2007年春にもう少し広い場所へ移転された。ここでは日本人学生が留学や語学研修の相談ができる他、留学生が在学するにあたっての手続きや生活面での相談をすることができる。2006年9月には留学生別科が設立された。また、同時期に在学生と留学生の交流のために、国際課直轄でインターナショナルクラブが設立された。
国際課が窓口となり、年に2回大学主催の語学研修を行っている。2月はアメリカ合衆国の州立ワシントン大学（4週間）、8月はオーストラリアの国立エディス・コーワン大学（3週間）である。ともに大学での語学研修とホームステイ、企業などの視察のプログラムが盛り込まれている。8月は語学研修のみだが、2月は語学研修の他に、語学を学びながら専門技術を学ぶことが出来る、海外機械工学研修や海外バイオ工学研修など、独自の専門分野のプログラムが組まれている研修もある。学科を問わず誰でも参加可能である。

## 就職
『読売ウイークリー』において、就職に強い大学として掲載された事があり、1年生より就職準備の為の講習会が行われ、3年の後期には毎週就職課による講習や演習、企業による説明会などが開催されており、学科ごとに違うプログラムを準備している。また就職アドバイザーが各学科および就職課におり、個別相談や面接の練習などができる。就職希望者の内、就職内定率は98.7%（2005年度）である。進学率は全体の13.1%（2005年）、就職・進学ともにしなかった学生は全体の7.1%（全国平均17.8%：2004年のデータ）である。

## 大学までの交通手段

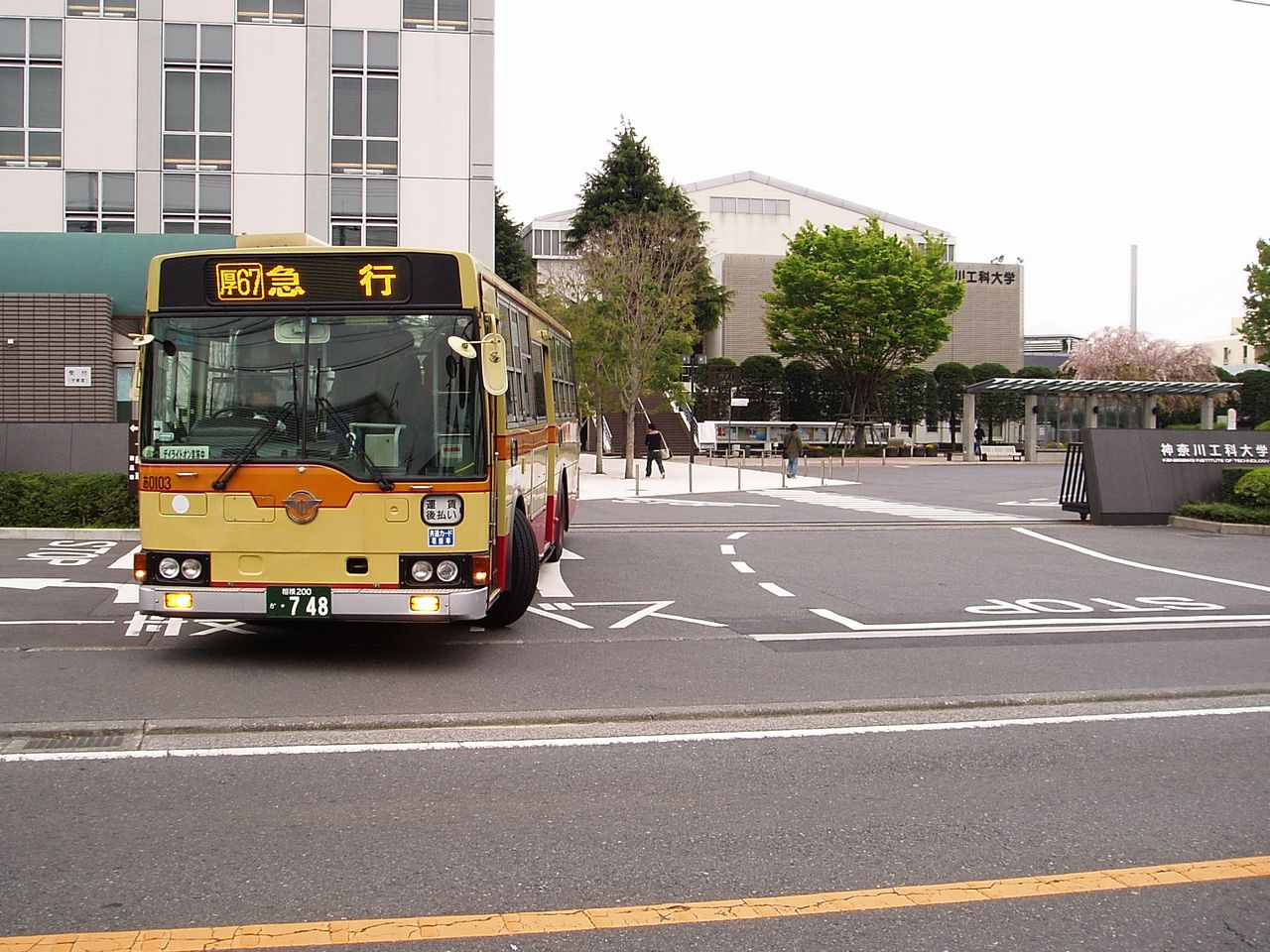
構内に乗り入れる路線バス

本厚木駅から北へ約6-7kmの位置にあり、駅から離れているため、小田急小田原線の本厚木駅から神奈川中央交通のバスを利用する。
本厚木駅と大学間のバスの本数は朝を中心に多く、授業開始時間に合わせて往路は8時台 - 13時台まで急行が毎時1本 - 10本、復路は12時台 - 18時台まで毎時1-5本運行されており、学生が集中する朝の時間帯は往路は3-5分間隔で運行されている。一部の便は連節バス「ツインライナー」で運行されており、往路は平日の10時台に2便、復路は16時台に2便運行されている。往路は厚木バスセンター始発で、あつぎ大通り・神奈川工科大学のみに停車し、復路は神奈川工科大学始発で、本厚木駅・厚木バスセンターのみに停車する（往路は本厚木駅停留所の敷地が狭いため本厚木駅停留所には停車しない）。
急行以外にも、神奈川工科大学前経由の鳶尾団地行き（厚89系統）とあつぎ郷土博物館行き（厚07系統）の2系統が運行されており、2系統合わせて、午前中は毎時5本、日中は毎時3本、土日祝日は毎時2本で運行されており、午前9時台までは本厚木駅停留所が始発、同10時以降は厚木バスセンターが始発となる。
厚木バスセンターまたは本厚木駅から、神奈川工科大学または神奈川工科大学前までの運賃は350円。本厚木駅と大学間の所要時間は20分とされているが、慢性的な渋滞のため25分 - 30分程度かかるのが通常である。特に、雨天の朝などは1時間近くかかることも稀ではなく、学生が授業に遅刻するなど大きな問題となっている。また、本厚木駅での降車時に運賃の支払いのため長時間停車し、後続車が渋滞することを防止する観点から、復路のバスに乗車する際は、運賃前払い方式が適用されている。

## 大学関係者
教職員
- 岡本学（教授・作家）

出身著名人
- 田崎真也（ソムリエ、幾徳工業高等専門学校・中退）
- 嶋田久作（俳優、幾徳工業高等専門学校・中退）
- 藤本吉郎 (株式会社テイン専務取締役、アジアパシフィックラリー選手権1998年シリーズチャンピオン)
- ゆうきりん（小説家）
- 日下秀昭（スーツアクター）幾徳工業大学　2期生
- 飯島一彦（元プロ野球選手）
- 髙橋ちゃん（元お笑い芸人）
- 平林克理（映画監督）
- 荻田泰永（冒険家・中退）
- 渡邉啓太（元プロ野球選手）
- 下川隼佑（プロ野球選手）東京ヤクルトスワローズ所属

## 施設
- 附属図書館
- 先進技術研究所
- KAIT工房
- KAIT広場
- 機械・電気電子研究棟
  - フライトシミュレータ実習室
- 応用化学研究棟
- 自動車システム開発研究棟
  - デザインスタジオ
- ロボット・メカトロニクス研究棟
  - ライフモデルルーム
- 応用バイオ科学研究棟
  - バイオサイエンスセンター
  - 管理栄養士養成施設
- 工学教育研究棟
  - ナノテクノロジー研究室
  - 化学実験室
- 自動車工学棟
  - ドライビングシミュレータ室
- ロボット・プロジェクト棟
  - 展示室
- 電気・化学実験棟
  - 回路デザイン教育センター
- HEMS認証支援センター
- 看護医療棟

- 学生食堂
  - 第一食堂（銀座スエヒロ）
  - 第二食堂（神奈川工科大企画）
  - 喫茶店（第二食堂内・神奈川工科大企画）
  - 第三食堂（神奈川工科大企画）
  - マクドナルド神奈川工科大学店
  - カフェテリア（通称：第四食堂）

尚、第二食堂は座席の一部が屋外のテラスとなるため、雨天の場合は座席数が少なくなってしまう。
- 運動施設
  - KAITスタジアムと呼ばれる、ナイター設備と電光掲示板が完備された野球場がある。映画版『ROOKIES』での撮影にも、「多摩体育大学」として登場している。

## 対外関係
- 放送大学 - 単位互換協定を締結
- 私工大懇話会 - 図書館の相互利用協定
- 首都圏西部大学単位互換協定の締結
- 神奈川県内大学院学術交流協定の締結
- 東西大学校（Dongseo　University）と学術交流協定の締結
- 相田みつを美術館と連携に関する包括協定の締結
- 神奈川県立産業技術総合研究所（KISTEC） - 包括連携協定[5]
- TBSラジオ - 「森本毅郎・スタンバイ!」「ニュースズームアップ」にてラジオCMを放送
- 研修実施協定校（語学・専門分野研修、留学プログラムなどを展開する協定大学）
  - 州立ワシントン大学
  - サウスシアトル・コミュニティカレッジ
  - グリーンリバー・コミュニティカレッジ
  - デジペン工科大学
  - レイクワシントン技術大学
  - オックスフォード・ブルックス大学
  - 揚州大学
  - 明道大学

サイエンス・パートナーシップ・プログラム - 文部科学省が推進する「科学技術・理科大好きプラン」の一環である「サイエンス・パートナーシップ・プログラム事業」に基づく協力。以下の高等学校で実施。
- 神奈川県立厚木高等学校
- 神奈川県立海老名高等学校
- 神奈川県立鎌倉高等学校
- 神奈川県立座間高等学校
- 神奈川県立横浜桜陽高等学校

教育交流協定を締結している高等学校（締結順）
- 神奈川県立厚木北高等学校
- 神奈川県立湘南台高等学校
- 神奈川県立厚木王子高等学校
- 神奈川県立川崎工業高等学校
- 神奈川県立向の岡工業高等学校
- 川崎市立川崎総合科学高等学校
- 神奈川県立神奈川工業高等学校
- 神奈川県立磯子工業高等学校
- 神奈川県立商工高等学校
- 横浜市立鶴見工業高等学校
- 神奈川県立横須賀工業高等学校
- 横須賀市立横須賀総合高等学校
- 神奈川県立藤沢工科高等学校
- 神奈川県立平塚工科高等学校
- 神奈川県立小田原城北工業高等学校
- 横浜創学館高等学校
- 三浦高等学校
- 神奈川県立厚木西高等学校
- 神奈川県立神奈川総合産業高等学校
- 神奈川県立相模原総合高等学校
- 神奈川県立横浜清陵総合高等学校
- 東京都立六郷工科高等学校
- 神奈川県立横浜桜陽高等学校
- 東京都立町田工業高等学校
- 神奈川県立綾瀬高等学校
- 日体荏原高等学校
- 神奈川県立大井高等学校
- 神奈川県立秦野高等学校
- 横浜創学館高等学校
- 神奈川県立厚木東高等学校
- 神奈川県立相模田名高等学校
- 神奈川県立平塚湘風高等学校
- 日章学園九州国際高等学校
- 神奈川県立川崎工科高等学校
- 宮崎県立宮崎工業高等学校
- 神奈川県立厚木高等学校
- 静岡県立伊豆総合高等学校
- 静岡県立沼津工業高等学校
- 沖縄県立北山高等学校
- 神奈川県立大和東高等学校
- 神奈川県立永谷高等学校
- 静岡県立御殿場高等学校
- 静岡県立吉原工業高等学校
- 神奈川県立相原高等学校
- 神奈川県立二俣川看護福祉高等学校
- 神奈川県立弥栄高等学校
- 神奈川県立大和高等学校

## 幾徳祭によばれたアーティスト
- 1980年 チャゲ＆飛鳥、金子裕則、倉田まり子
- 1981年 もんた＆ブラザーズ
- 1982年 南佳孝、シュガー
- 1983年 泰葉
- 1984年 EPO
- 1985年 白井貴子
- 1986年 アン・ルイス
- 1987年 斉藤さおり
- 1988年 森川美穂
- 1989年 浜田麻里
- 1990年 西田ひかる
- 1991年 平松愛理
- 1992年 川村かおり
- 1993年 BAKUFU-SLUMP
- 1994年 久宝留理子
- 1995年 Be-B
- 1996年 岡本真夜
- 1997年 鈴木蘭々
- 1998年 tohko
- 1999年 山口由子
- 2000年 FIELD OF VIEW
- 2001年 Hysteric Blue
- 2002年 市井紗耶香
- 2003年 day after tomorrow
- 2004年 川嶋あい
- 2005年 HIGH and MIGHTY COLOR
- 2006年 フジファブリック、DOPING PANDA
- 2007年 影山ヒロノブ、遠藤正明、きただにひろし、米倉千尋、桃井はるこ
- 2008年 KOTOKO
- 2009年 SEAMO
- 2010年 マキシマム ザ ホルモン、9mm Parabellum Bullet
- 2011年 SDN48
- 2012年 奥華子、THE SxPLAY、たむらぱん
- 2013年 KOTOKO、南條愛乃、飛蘭
- 2014年 板野友美
- 2015年 FLOW
- 2016年 May'n
- 2017年 GARNiDELiA
- 2018年 GANG PARADE
- 2019年 織田かおり・ChouCho